# Ryukyu-Flughund
Der Ryukyu-Flughund oder Formosa-Flughund (Pteropus dasymallus) ist eine Art aus der Familie der Flughunde. Er ist in Japan auf den namensgebenden Ryūkyū-Inseln verbreitet sowie auf einigen Inseln vor der Küste Taiwans und im Norden der Philippinen. Die Art ist als gefährdet eingestuft, einzelne Unterarten sind sogar vom Aussterben bedroht.

## Merkmale und Lebensweise
Die Ryukyu-Flughunde haben eine Flügelspannweite von bis zu einem Meter. Im Gegensatz zu anderen Fledertieren haben Flughunde keine Echoortung, jedoch gute Augen und einen hervorragenden Geruchssinn. Sie ernähren sich von Früchten (insbesondere Feigen), Blättern, Blüten und Nektar. Die Flughunde sind daher besonders wichtig für die Verbreitung der Fruchtsamen, vor allem über weite Entfernungen zwischen Inseln und für größere Samen wie die des Katappenbaumes. Die Ryukyu-Flughunde schlafen tagsüber in Bäumen, bevorzugt in dichten Wäldern. Dort und in Obstplantagen und besiedelten Gebieten machen sie sich nachts auf Nahrungssuche. Sie können einzeln oder in kleinen Gruppen kopfüber in Bäumen hängend beobachtet werden. Die Generationslänge der Flughunde beträgt 6 bis 8 Jahre.

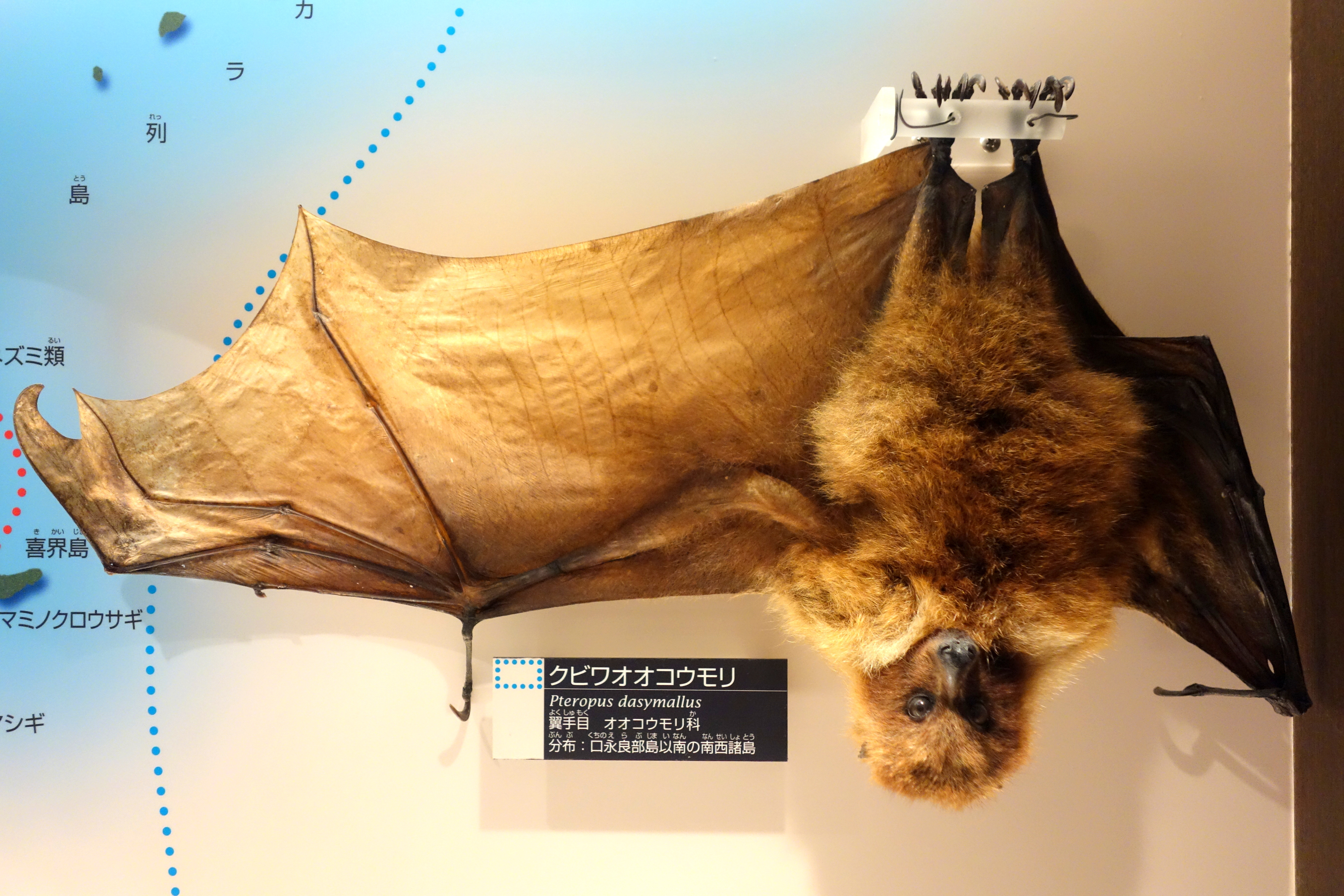
Flügel des Ryukyu-Flughundes
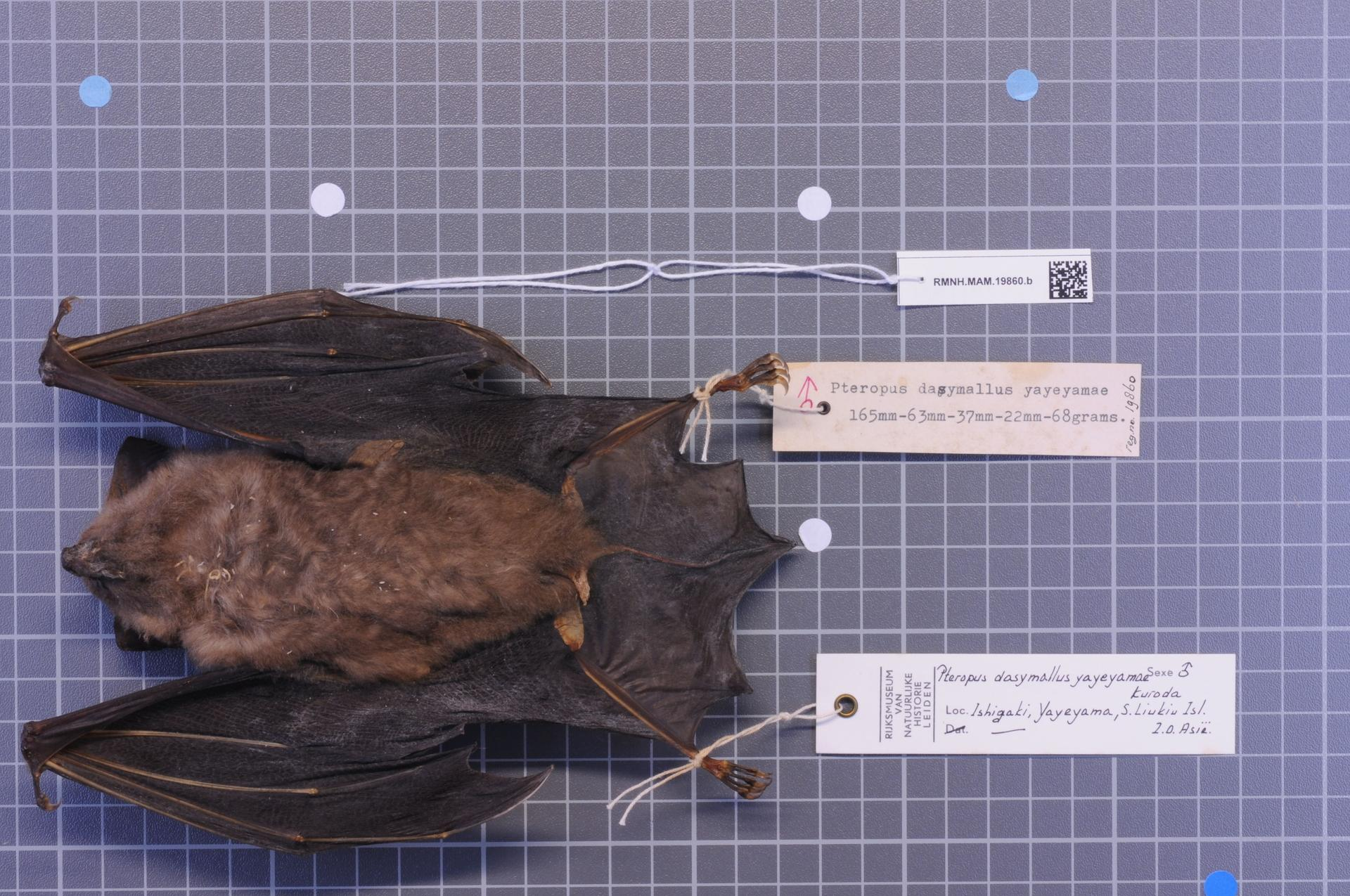
P. d. yayeyamae, Männchen ventral
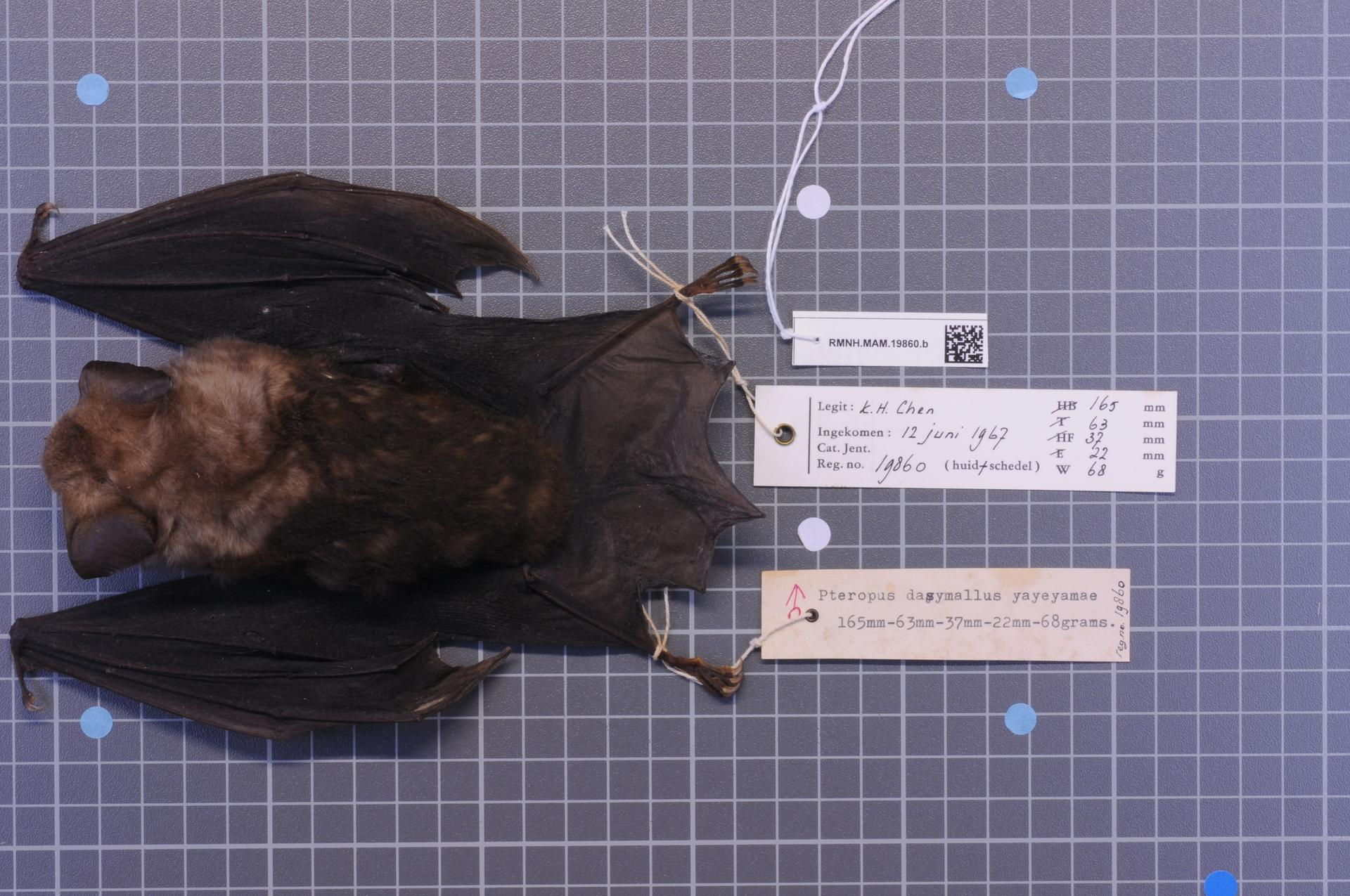
P. d. yayeyamae, Männchen dorsal
- Ryukyu-Flughunde bei der Nahrungsaufnahme

## Verbreitungsgebiet und Gesamtpopulation
Der Ryukyu-Flughund ist auf den namensgebenden Ryūkyū-Inseln Japans sowie auf einigen Inseln vor der Küste Taiwans und im Norden der Philippinen verbreitet. Innerhalb der japanischen Ryūkyū-Inseln findet sich die Art auf den Ōsumi-Inseln, Tokara-Inseln (Nakano, Taira-jima, Akuseki-jima, Takara-jima), Okinawa-Inseln, Yaeyama-Inseln (Ishigaki-jima, Taketomi-jima, Kohama-jima, Iriomote-jima, Hateruma-jima, Kuroshima, Hatoma, Aragusuku-jima, und Yonaguni), Miyako-Inseln (Tarama-shima, Irabu-jima, Miyako-jima) und Daitō-Inseln. In Taiwan finden sich nur noch einige wenige Individuen auf den Inseln Lü Dao (engl. Green Island) und Guishan Dao. In den Philippinen leben die Flughunde auf den nördlichen Inseln Batan, Babuyan Claro, Dalupiri und Fuga. Das Gesamtverbreitungsgebiet der Art hat eine Fläche von über 650.000 km², wovon jedoch nur etwa 300 bis 600 km² tatsächlich von den Flughunden bewohnt werden, da der Großteil des Gebiets aus Meeresfläche besteht.
Die Gesamtpopulation der Art wird auf 3000 bis 6000 Tiere geschätzt. Eine genauere Schätzung der Populationsgröße existiert lediglich für einige kleinere Inseln. Die größten Populationen leben auf den Okinawa-Inseln (Unterart P. d. inopinatus) und den Yaeyama-Inseln (Unterart P. d. yayeyamae). Ihre Gesamtpopulation besteht vermutlich aus jeweils einigen Tausend Flughunden. Im nördlichsten Verbreitungsgebiet findet sich auf nur wenigen kleineren Inseln die Unterart P. d. dasymallus. Ihr Bestand wird auf weniger als 200 Individuen geschätzt. Auf den beiden Daitō-Inseln wurde eine Populationszählung durchgeführt, die eine Schätzung von 300 bis 500 Flughunden ergab. Für die Population in den Philippinen gibt es keine Schätzungen, aber einige Berichte lassen eine kleine Populationsgröße vermuten. In Taiwan steht die Unterart P. d. formosus kurz vor dem Aussterben. Auf Lü Dao wurden 2005 – das erste Mal seit 1976 – zwei Individuen gefunden und vier weitere einige Zeit später. Auf Guishan Dao wurde 2010 eine kleine Population von 20 Tieren wiederentdeckt.

## Bedrohungen und Gefährdungsstatus
Auf den japanischen Inseln ist der Lebensraum der Flughunde durch Abholzung von Wäldern für den Siedlungsbau und Umwandlung in Zuckerrohr-, Bananen- und Ananasplantagen zurückgegangen. Eine Bedrohung ist auch die Tötung von Flughunden durch Bauern, die eine Beschädigung ihrer Ernte befürchten. Besonders verheerend ist das im Zusammenhang mit dem Auftreten von Taifunen, die weitere Flughunde und ihre Nahrungsquellen töten. Auch von Hunden, Katzen und Stromleitungen getötete Tiere wurden nachgewiesen.
In Taiwan rottete die Jagd auf Flughunde die Unterart P. d. formosus auf der taiwanesischen Hauptinsel in den 1970er-Jahren aus. Auf der Insel Lü Dao bestand ursprünglich eine Population von etwa 2000 Tieren, doch auch hier wurden Tiere durch Menschen gejagt. Zudem stellen invasive Pallashörnchen (Callosciurus erythraeus) einen ernstzunehmenden Nahrungskonkurrenten dar. Der Bestand ging infolgedessen so stark zurück, dass die Population 30 Jahre für erloschen gehalten wurde, bevor 2005 schließlich einige Individuen wiederentdeckt wurden.
In den Philippinen werden Flughunde als Delikatesse gejagt. Über die lokalen Populationen ist wenig bekannt.
Die IUCN ordnet Pteropus dasymallus in die Gefährdungskategorie gefährdet („Vulnerable“) ein.
Auf der nationalen Roten Liste gefährdeter Säugetiere Japans werden die zwei Unterarten P. d. daitoensis (jap. ダイトウオオコウモリ, Daitō-Ōkōmori)
und P. d. dasymallus (jap. エラブオオコウモリ, Erabu-Ōkōmori) als innerhalb Japans vom Aussterben bedroht eingestuft. Zwei Arten sind zudem als nationales Naturdenkmal ausgewiesen. Die Präfektur Okinawa ordnet die Unterarten P. d. inopinatus und P. d. yayeyamae als potentiell gefährdet („Near Threatened“) ein.

## Systematik
Die Art Pteropus dasymallus wurde 1825 von dem niederländischen Zoologen Coenraad Jacob Temminck erstbeschrieben.
In Japan sind vier Unterarten anerkannt
- P. d. dasymallus (Tokara-Inseln)
- P. d. daitoensis (Daitō-Inseln)
- P. d. inopinatus (Okinawa-Inseln)
- P. d. yayeyamae (Yaeyama-Inseln).

Die Subpopulation in Taiwan bildet eine weitere Unterart
- P. d. formosus